# التربة (جبلة)

تعديل مصدري - تعديل

التربة محلة تابعة لقرية المحداده السفلى، التابعة لعزلة الاصابح بمديرية جبلة إحدى مديريات محافظة إب في الجمهورية اليمنية، بلغ تعداد سكانها 73 حسب تعداد اليمن لعام 2004.